# Государственный преступник (фильм)
«Государственный преступник» — советский полнометражный чёрно-белый художественный фильм, поставленный на киностудии «Ленфильм» в 1964 году режиссёром Николаем Розанцевым.
Премьера фильма в СССР состоялась 9 ноября 1964 года.

## Сюжет
В небольшом южном городе 1960-х годов проходит судебный процесс над военным преступником Бергом, бывшим шефом зондеркоманды, орудовавшей здесь в годы войны. Самого Берга на процессе нет, его судят заочно. Одна из главных свидетельниц, бывшая жительница этого города и военврач Нина Семёнова, потерявшая зрение, напоминает аудитории также о Юрии Золотицком, который приехал сюда в самом начале войны и добровольно предложил немцам свои полицейские услуги. Золотицкий совершал чудовищные преступления, не щадя ни стариков, ни женщин, ни детей. Семёнова рассказывает о своей случайной встрече с ним в госпитале посёлка Марьинск в 1944 году. Этот ранее неизвестный факт становится отправной точкой для нового расследования, которое приводит к неожиданным открытиям.

## Актёры
В фильме заняты, в основном, ленинградские актёры — Александр Демьяненко, Павел Кадочников (как бы продолжающие жизнь своих персонажей из «Сотрудника ЧК» и «Подвига разведчика»), Бруно Фрейндлих, Валерий Никитенко, Степан Крылов, Борис Рыжухин. В роли Майи Чернышовой выступила актриса Центрального театра Советской армии (ЦТСА) Алина Покровская (в титрах фильма — Алёна). Небольшая актёрская работа у Олега Жакова.
В этой ленте свою последнюю кинороль сыграл Сергей Лукьянов. Он был уже тяжело болен и скончался ровно за месяц до премьеры картины. Лукьянов стал популярен после роли Гордея Ворона в «Кубанских казаках» (режиссёр Иван Пырьев, 1949), за которую он получил Сталинскую премию. Там же на съёмках он познакомился с Кларой Лучко, ставшей его женой. Исполнение роли Золотицкого актёром с выраженным положительным образом работало на детективный сюжет. В фильме снялась вся семья Сергея Лукьянова: Клара Лучко играет Нину Семёнову, а их дочь Оксана Лукьянова исполнила роль Татьяны (дочери Семёновой).

## В фильме снимались
- Александр Демьяненко — Андрей Николаевич Поликанов, следователь КГБ из Ленинграда
- Алина Покровская — Майя Саранцева-Чернышова
- Сергей Лукьянов — Юрий Золотицкий / Александр Емельянович Чернышов
- Павел Кадочников — Алексей Михайлович Басов, начальник отдела госбезопасности г. Ленинграда
- Клара Лучко — Нина Павловна Семёнова, военфельдшер
- Олег Жаков — Леонид Иванович, сосед Чернышова, филателист
- Валерий Никитенко — Лев Александрович Кузьмин, сотрудник КГБ в Ленинграде
- Бруно Фрейндлих — Виктор Фёдорович Куликов/Доре, цирковой артист
- Александр Момбели — Чернышов/Сергей Сергеевич Утехин (роль озвучил Ефим Копелян)
- Нелли Корнева — Нинель Юрьевна Золотицкая, жена Виктора Куликова-Доре
- Оксана Лукьянова — Татьяна Семёнова, дочь Нины Павловны
- Степан Крылов — Василий Иванович, инвалид войны
- Янис Кубилис — сотрудник КГБ в Риге
- Антонина Павлычева — Анна Михайловна Шелкова, жена погибшего командира партизанского отряда
- Валдис Занберг — Марис, сотрудник рижского КГБ
- Евгений Барков — посетитель ресторана
- Визма Клинт — Инта, сотрудница рижского КГБ
- Николай Кузьмин — Николай Максимович, сотрудник аэропорта

### Нет в титрах
- Георгий Гаранян — саксофонист ресторанного оркестра
- Владимир Карпенко — сотрудник КГБ
- Лев Лемке — картавый пассажир
- Евгения Лосакевич — продавщица цветов
- Борис Рыжухин — криминалист
- Карл Тренцис — Лепиньш, криминалист в Риге
- Александр Январёв — танцует в ресторане

## Съёмочная группа
- Сценарий Александра Галича
- Постановка Николая Розанцева
- Главный оператор — Александр Чиров
- Главный художник — Семён Малкин
- Режиссёр — Н. Русанова
- Композитор — Николай Червинский
- Звукооператор — Юрий Салье
- Оператор — К. Соловьёв
- Ассистенты режиссёра: А. Марнова, Н. Степанов
- Костюмы Андрея Вагина, Валентины Жук
- Грим Р. Кравченко, Б. Соловьёва
- Монтаж Ирины Руденко, Н. Жуковой
- Консультант — Ю. Попов
- Редакторы: Юрий Герман, Лидия Иванова
- Дирижёр — Александр Владимирцов
- Директор картины — Пётр Свиридов